# 伊達政宗 (小惑星)
伊達政宗（だてまさむね、6859 Datemasamune）は、小惑星帯に位置する小惑星である。
1991年2月13日、仙台市天文台の小石川正弘が、仙台市の愛子（あやし）観測所 で発見した。

## 名称
戦国大名で、陸奥仙台藩の初代藩主である伊達政宗にちなむ。命名は1999年2月2日付の小惑星回報 (MPC 33787)で行われた。
小石川は同日にもう一つ小惑星を発見しており、こちらにはのちに支倉常長にちなむ (11514) Tsunenaga（常長）の名がつけられた。このほか、小石川が発見した小惑星のひとつには、伊達政宗の正室である愛姫から (14032) 愛 (Mego) の名がつけられている。